# Maître de la Cité des dames
Le Maître de la Cité des dames ou Maître de Christine de Pisan est un maître anonyme enlumineur actif à Paris entre 1400 et 1415. Collaborateur de Christine de Pisan dans la réalisation de ses manuscrits, il doit son nom de convention des manuscrits de La Cité des dames qu'il a enluminé.

## Éléments biographiques et stylistiques

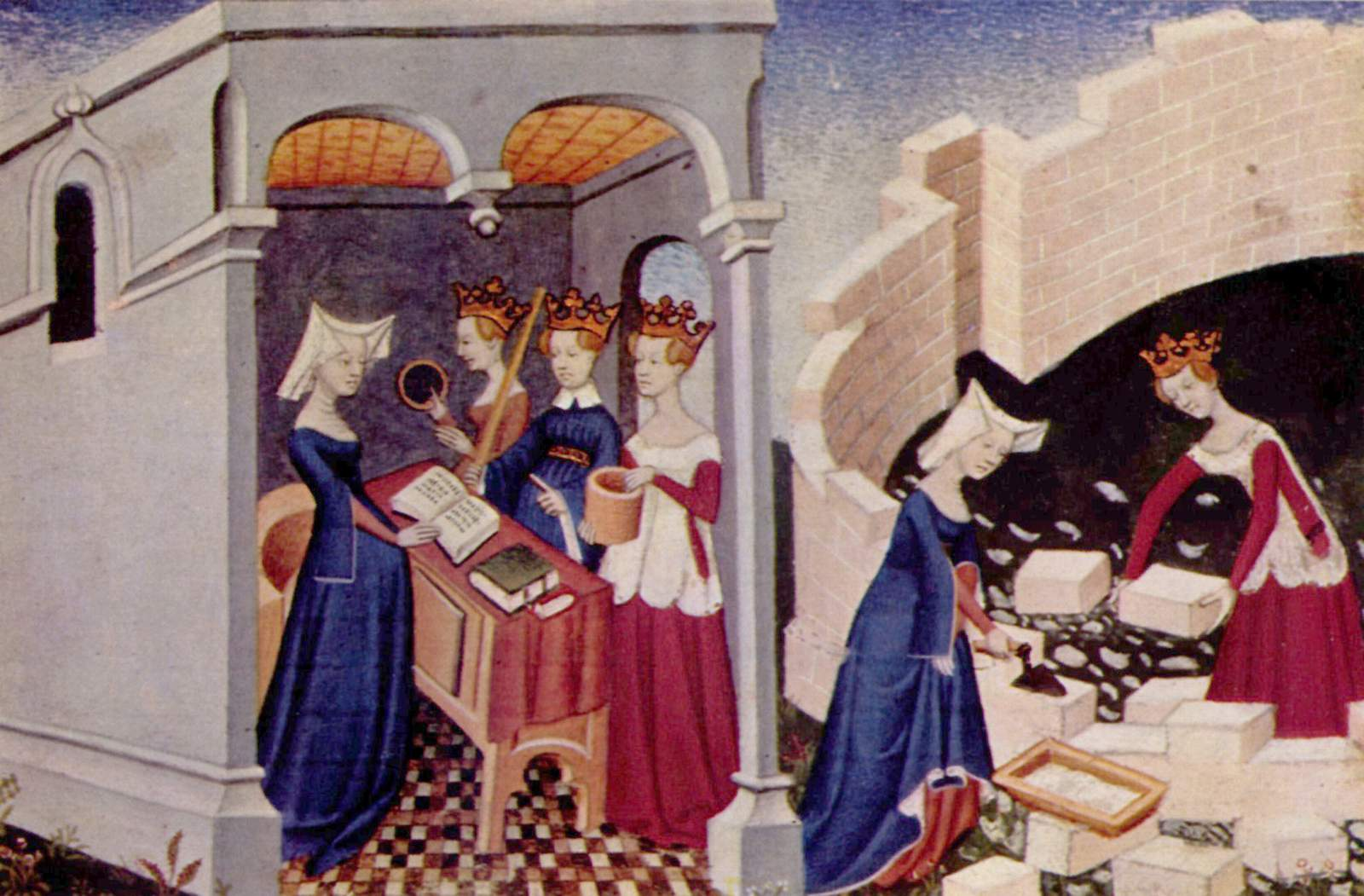
Miniature de la Cité des dames, BNF, Fr.607, f.2.

Le nom de convention est forgé par l'historien de l'art Millard Meiss d'après les cinq manuscrits de la Cité des dames qu'il a décoré pour Christine de Pisan. Le début de sa carrière se fait dans l'entourage de Jacquemart de Hesdin avec qui il collabore à la réalisation des Heures de Barcelone  vers 1401 (Bibliothèque de Catalogne, Barcelone, Ms.1850). Il collabore par la suite à l'atelier du Maître de Boucicaut, en compagnie du Maître de la Mazarine à plusieurs reprises, ainsi qu'avec le Maître d'Orose. Selon Charles Sterling, il s'agit d'un artiste venu des Pays-Bas, d'après son attention particulière portée aux scènes de la vie citadine quotidienne ou aux scènes domestiques. Plusieurs caractères italianisants sont distingués aussi dans sa peinture notamment dans le traitement des carnations, comme chez Jacquemart de Hesdin. L'artiste est sans doute à la tête d'un atelier, avec plusieurs collaborateurs, qui s'est spécialisé dans la peinture de textes historiques, allégoriques et littéraires. Son succès peut s'expliquer par sa capacité à évoquer son époque dans ses miniatures par ces détails de la vie quotidienne.
Son style est marqué par ses collaborations avec le Maître de Boucicaut ou son émule le Maître de la Mazarine : la scène de dédicace de Christine de Pisan à Isabeau de Bavière est ainsi inspiré directement de la scène de dédicace du manuscrit des Dialogues de Pierre Salmon de Genève (BGE, Ms. Fr.165). Cette même scène semble indiquer une influence italienne, notamment celle de Maso di Banco ou encore de PIetro et Ambrogio Lorenzetti. Son approche de la couleur reste cependant tout à fait originale. Il est capable par ailleurs de mettre en œuvre des compositions larges et ambitieuses, qui rappellent la peinture murale de l'époque, même si les éléments de ses paysages sont fondés sur des modèles archaïques.

## Manuscrits attribués

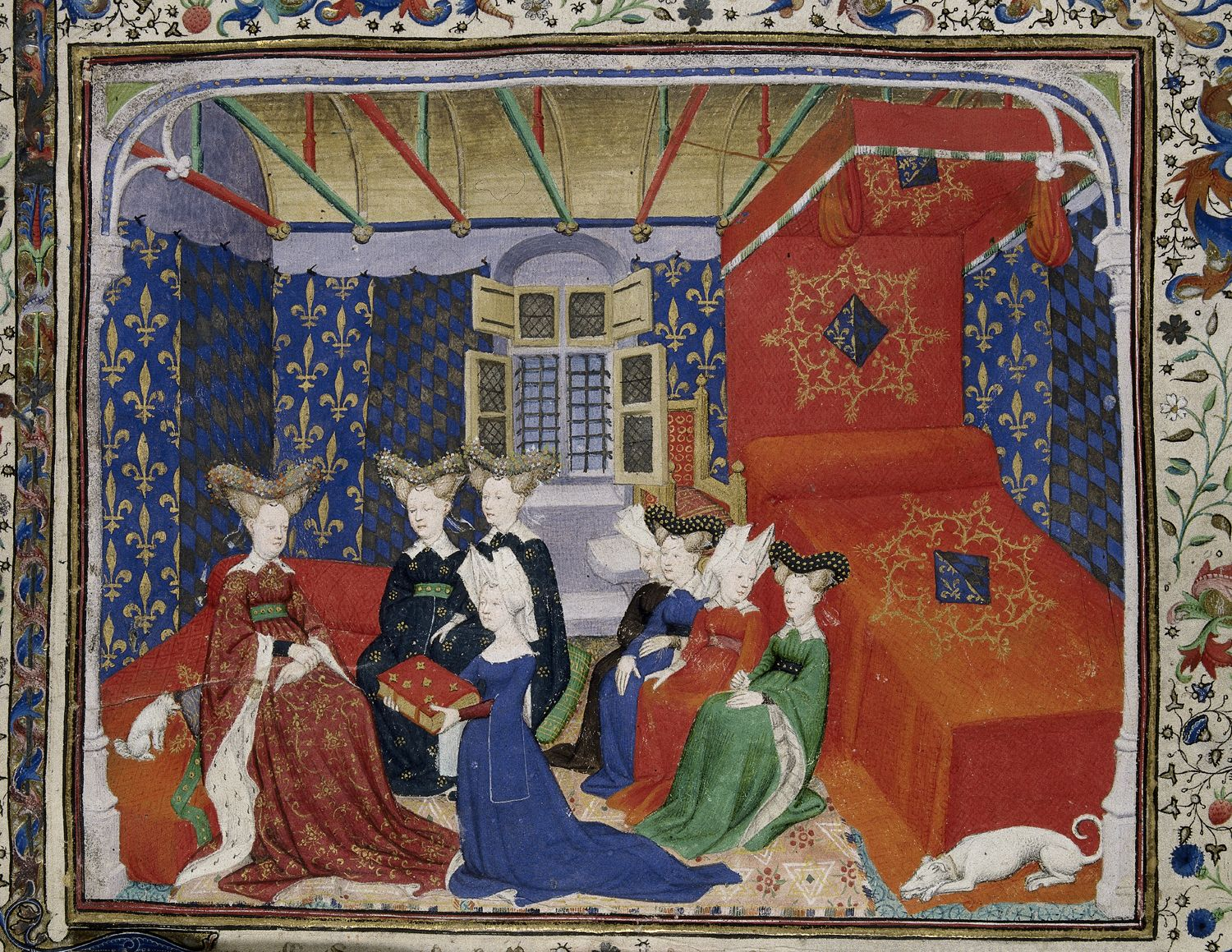
Scène de dédicace de Christine de Pisan à Isabeau de Bavière, BL Harley 4431, f.3.

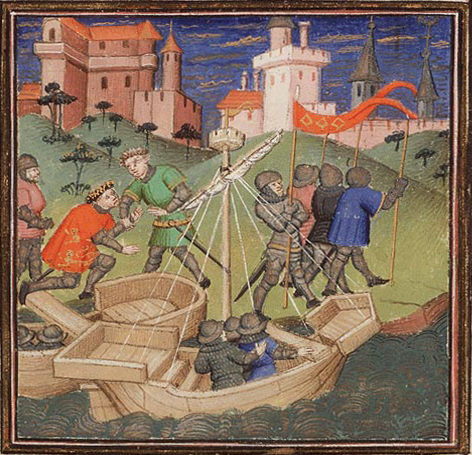
Guillaume à la conquête de l'Angleterre, Miroir historial, Bibliothèque royale des Pays-Bas, 72 A 24, f.20r.

Plusieurs manuscrits lui sont attribués ainsi qu'à son atelier.
- Bible historiale de Jean de Berry, vers 1400-1405, en collaboration avec le Maître des Clères Femmes et le Maître de Virgile, Bibliothèque de l'Arsenal, Ms.5057-5058
- Livre d'heures à l'usage de Paris, vers 1401, en collaboration avec le Maître de Luçon, Barcelone, Bibliothèque de Catalogne Ms.1850
- Le Chevalier errant, manuscrit d'un texte de Thomas III de Saluces, vers 1400-1405, Bibliothèque nationale de France, Fr.12559
- La Cité de Dieu, vers 1403-1405, BNF, Fr.174[3]
- La Cité des dames, 1405, Christine de Pisan, BNF, Fr.1178
- Le Livre de la Cité des dames de Christine de Pizan, vers 1405, BNF, Fr.607
- Dialogues de Pierre Salmon, en collaboration avec le Maître de la Mazarine et d'autres artistes anonymes, vers 1409, BNF Fr.23279
- Miroir Historial de Vincent de Beauvais, vers 1410, La Haye, Bibliothèque royale des Pays-Bas, 72 A 24[4]
- Les Antiquités judaïques et L'Histoire des Juifs, manuscrit des textes de Flavius Joseph traduit en Français, vers 1410, BNF Fr6446[5]
- Grandes Chroniques de France, vers 1410-1412, une grande et 50 petites miniatures, New York, Pierpont Morgan Library, M536[6]
- Recueil de récits de voyages et de textes sur l’Orient dont le Livre des merveilles, 6 miniatures dans un manuscrit en collaboration avec le Maître de la Mazarine, vers 1410-1412, BNF Fr.2810[7]
- Les Clères femmes, vers 1410-1415, Musée Calouste-Gulbenkian, Lisbonne, Ms LA 143
- Le Térence des ducs, réalisation des miniatures de la pièce Le Bourreau de soi-même, en collaboration avec le Maître de Luçon, le Maître des Adelphes et le Maître d'Orose, vers 1411, Bibliothèque de l'Arsenal, Ms.664
- Œuvres de Christine de Pisan compilées pour Isabeau de Bavière, vers 1413, British Library, Londres, Harley 4431, en collaboration avec le Maître de la Mazarine et le Maître de Bedford[8].
- Manuscrit du Décaméron, vers 1414, Bibliothèque apostolique vaticane, Pal. Lat. 1989[9]
- Des cas des nobles hommes et femmes de Boccace, traduit par Laurent de Premierfait, manuscrit réalisé pour le banquier lucquois Augustin Isbarre vers 1415, BNF, Fr.16994